# Dasiops chillcotti
Dasiops chillcotti är en tvåvingeart som beskrevs av Mcalpine 1964. Dasiops chillcotti ingår i släktet Dasiops och familjen stjärtflugor.
Artens utbredningsområde är Ontario. Inga underarter finns listade i Catalogue of Life.